# Schizonycha integra
Schizonycha integra är en skalbaggsart som beskrevs av Leon Fairmaire 1893. Schizonycha integra ingår i släktet Schizonycha och familjen Melolonthidae. Inga underarter finns listade i Catalogue of Life.